# Parmalat
Parmalat je italská potravinářská akciová společnost. Zaměřuje se na mléko a mléčné výrobky, produkuje také ovocné šťávy, čaj a pečivo. Firma působí v šestnácti zemích, má 68 výrobních závodů a okolo 26 000 zaměstnanců. Od roku 2011 je součástí skupiny Lactalis. Název pochází od města Parma a italského výrazu pro mléko „latte“.
Firmu založil v roce 1961 ve městě Collecchio dvaadvacetiletý Calisto Tanzi. Využil technologii ultra-high temperature processing, která mu umožnila dodávat mléko na vzdálené trhy. V osmdesátých letech se Parmalat stal světovým mlékárenským lídrem a v roce 1990 vstoupil na milánskou burzu.
V prosinci 2003 firma vyhlásila úpadek. V účetnictví chybělo čtrnáct miliard eur, následoval rekordní finanční skandál. Vyšetřování prokázalo dlouhodobé nadhodnocování zisků a odklánění peněz do daňových rájů. Více než sto tisíc drobných investorů přišlo v důsledku bankrotu o peníze. Případem byl inspirován film Malý klenot, který natočil v roce 2011 Andrea Molaioli.
V roce 2008 byl Tanzi odsouzen za finanční podvody k deseti letům odnětí svobody. Do věznice nastoupil v roce 2011, po dvou letech byl ze zdravotních důvodů převezen do domácího vězení a na Nový rok 2022 zemřel.
Parmalat sponzoroval fotbalový klub Parma Calcio 1913 a tým formule 1 Brabham. V letech 1993 až 1998 pořádal mezinárodní fotbalový turnaj Parmalat Cup. V roce 1982 také spustil televizní stanici Euro TV.